# Добревци (област Габрово)
Вижте пояснителната страница за други значения на Добревци.
Добревци е село в Северна България. То се намира в община Трявна, област Габрово.

## География
Село Добревци се намира в планински район.